# Seznam měst přejmenovaných ve 20. století
V průběhu 20. století byla přejmenována některá významná města. Stávalo se tak například v socialistických státech nebo diktaturách. Města byla přejmenovávána obvykle z politických důvodů, často podle komunistických pohlavárů či místních diktátorů ve spojitosti s tzv. kultem osobnosti. V Africe, ale i jinde, bylo mnoho měst přejmenováno po skončení koloniálního období, neboť původní jména měst odkazovala na bývalé kolonizátory.

## Typy přejmenování dle dočasnosti

### Dočasně přejmenovaná města
S tímto typem přejmenování se setkáváme především u komunistických zemí. K přejmenování docházelo po nástupu komunistické diktatury, na území bývalého Sovětského svazu tedy převážně po říjnové bolševické revoluci v roce 1917, v zemích bývalého východního bloku pak po 2. světové válce a nástupu komunistů k moci. Po rozpadu východního bloku a přechodu socialistických států k demokracii v roce 1989 a po rozpadu Sovětského svazu a vzniku samostatných republik na jeho území v roce 1991, se tato města vrátila zpět ke svému původnímu jménu.

### Dočasně - trvale přejmenovaná města
Některá města byla přejmenována nejprve dočasně ale později nebyl navrácen původní název. Stalo se tak například v bývalém Sovětském svazu, pokud byl původní název spjat s carským obdobím. Města tak dnes mají nový (často neutrální) název, který se ale odlišuje od někdy i několik století používaného původního názvu.

### Trvale přejmenovaná města
V některých státech trvá přejmenování některých měst z 20. století dodnes, a stalo se tak (asi) trvalým. Důvodem může být to, že se přejmenovaný název vžil a není příliš kontroverzní, diktatura přetrvává, nebo to, že původní pojmenování odkazovalo na bývalé kolonizátory (např. 60. léta v Africe).

## Seznam měst
D → dočasně přejmenovaná města

DT → dočasně / trvale přejmenovaná města

T → trvale přejmenovaná města
| Současný stát                  | Současný název            | Typ | Dočasný název                                                | Trvání názvu                                              | Poznámka |
| ------------------------------ | ------------------------- | --- | ------------------------------------------------------------ | --------------------------------------------------------- | --- |
| Alžírsko                       | Skikda                    | T   | Philippeville                                                | do 1962                                                   | Ludvík Filip – francouzský král |
| Alžírsko                       | Tamanrasset               | T   | Fort Laperrine                                               | do 1962                                                   | François-Henry Laperrine – francouzský generál, zahynul roku 1920 při leteckém neštěstí nedaleko města. |
| Angola                         | Kuito                     | T   | Silva Porto                                                  | do 1975                                                   | António da Silva Porto – portugalský obchodník a badatel v Angole, v portugalské západní Africe. |
| Angola                         | Huambo                    | D   | Nova Lisboa                                                  | 1928–1975                                                 | |
| Angola                         | Namib                     | T   | Moçâmedes                                                    | do 1985                                                   | |
| Argentina                      | La Plata                  | D   | Ciudad Eva Perón                                             | 1952–1955                                                 | Eva Perónová – argentinská první dáma a ministryně zdravotnictví. |
| Arménie                        | Gjumri                    | D   | Alexandropol Leninakan                                       | 1840–1924 1924–1990                                       | První přejmenováni bylo na počest carovy manželky princezny Charlotty Pruské, jež se přejmenovala na Alexandru Fjodorovnu poté, co konvertovala na pravoslaví, Vladimir Iljič Uljanov – Lenin – ruský bolševický revolucionář. |
| Ázerbájdžán                    | Gjandža                   | D   | Jelizavetpol Kirovabad                                       | 1804–1918 1935–1989                                       | Sergej Mironovič Kirov – ruský bolševik |
| Ázerbájdžán                    | Šeki                      | T   | Nuxa                                                         | do 1968                                                   | Název Šeki pochází z názvu kmene (Sakové) který dosáhl území již v 7. století př. n. l. |
| Bělorusko                      | Dzjaržynsk                | T   | Kojdanovo                                                    | do 1932                                                   | Felix Edmundovič Dzeržinskij - ruský revolucionář a sovětský politik polského původu. Byl zakladatel a velitel obávané ruské Čeky, faktické předchůdkyně pozdějšího GPU a pozdější NKVD a posléze KGB. Jednalo se o blízkého spolupracovníka Vladimíra Iljiče Lenina. |
| Bosna a Hercegovina            | Novi Travnik              | D   | Pucarevo                                                     | 1980–1992                                                 | Djuro Pucar – komunistický politik, nejvyšší představitel Bosny a Hercegoviny 1953–1963 |
| Bosna a Hercegovina            | Široki Brijeg             | D   | Lištica                                                      | 1945–1991                                                 | Lištica je jméno řeky protékající městem |
| Bosna a Hercegovina            | Tomislavgrad              | D   | Duvno                                                        | do 1925 1945–1991                                         | Tomislav I. – první král Chorvatů |
| Bulharsko                      | Blagoevgrad               | T   | Gorna Džumaja                                                | do 1950                                                   | Dimitr Blagoev – první předseda Bulharské sociálnědemokratické strany. |
| Bulharsko                      | Dobrič                    | D   | Bazragič Tolbuchin                                           | 1913–1916 1919–1940 1949–1990                             | Fjodor Tolbuchin – sovětský maršál |
| Bulharsko                      | Carevo                    | D   | Mičurin                                                      | 1950–1991                                                 | Ivan Vladimirovič Mičurin – ruský šlechtitel a ovocnář |
| Bulharsko                      | Montana                   | DT  | Kutlovica Ferdinand Michajlovgrad                            | do 1890 1890–1945 1945-1993                               | Ferdinand I. Bulharský – bulharský kníže a car. Christov Michajlov – bulharský komunista. Dnešní název dle latinského jména Municipio (Obec) Montanensium. |
| Bulharsko                      | Šumen                     | D   | Kolarovgrad                                                  | 1950–1965                                                 | Vasil Kolarov – bulharský komunistický politik, předseda vlády 1949–1950, rodák ze Šumenu. |
| Bulharsko                      | Varna                     | D   | Stalin                                                       | 1949–1956                                                 | Josif Vissarionovič Džugašvili – Stalin – sovětský komunistický diktátor. |
| Čad                            | N'Djamena                 | T   | Fort-Lamy                                                    | do 1973                                                   | Amédée-François Lamy – francouzský voják. |
| Čad                            | Sarh                      | T   | Fort-Archambault                                             | do 1972                                                   | Gustave Archambault (1872–1899) - francouzský voják. |
| Černá Hora                     | Berane                    | D   | Ivangrad                                                     | 1949–1992                                                 | Ivan Milutinović (1901–1944) - černohorský partyzán. |
| Černá Hora                     | Podgorica                 | D   | Titograd                                                     | 1946–1992                                                 | Josip Broz Tito – bývalý jugoslávský maršál a prezident. |
| Česko                          | Havlíčkův Brod            | T   | Německý Brod                                                 | do 1945                                                   | Karel Havlíček Borovský – český básník, novinář, ekonom a politik. |
| Česko                          | Jeseník                   | T   | Frývaldov                                                    | do 1947                                                   | Latinský zdroj z roku 1267 nazývá město Vriwald, místo zbavené lesa. |
| Česko                          | Kostelec nad Černými lesy | T   | Černý Kostelec                                               | do 1920                                                   | |
| Česko                          | Otrokovice                | D   | Baťov                                                        | 1938–1946                                                 | Jan Antonín Baťa – český podnikatel, Baťovy závody byly v Československu v roce 1945 znárodněny. |
| Česko                          | Sokolov                   | T   | Falknov nad Ohří                                             | do 1948                                                   | Falke – německy sokol. |
| Česko                          | Zlín                      | D   | Gottwaldov                                                   | 1949–1989                                                 | Klement Gottwald – první český komunistický president. |
| Čína                           | Čung-šan                  | T   | Siang-šan                                                    | do 1925                                                   | Sun Čung-šan, známější jako Sunjatsen – čínský prezident, "otec moderní Číny" |
| Konžská demokratická republika | Bandudu                   | T   | Banningville                                                 | do 1966                                                   | Pojmenováno po belgickém diplomatovi Émilu Banningovi (1836–1898). |
| Konžská demokratická republika | Bukavu                    | T   | Costermansville                                              | 1927–1953                                                 | Pojmenováno po vysokém úředníkovi Svobodného státu Kongo Paulu Costermansovi (1860–1905). |
| Konžská demokratická republika | Kalemie                   | T   | Albertville                                                  | do 1966                                                   | Pojmenováno po belgickém králi Albertovi (1875–1934). |
| Konžská demokratická republika | Kananga                   | T   | Luluabourg                                                   | do 1966                                                   | |
| Konžská demokratická republika | Kikwit                    | T   | Poto-Poto                                                    | do 1966                                                   | |
| Konžská demokratická republika | Kindu                     | T   | Port-Empain                                                  | do 1966                                                   | Pojmenováno po belgickém inženýrovi a průmyslníku baronu Édouardu Louisi Josephu Empainovi (1852–1929). |
| Konžská demokratická republika | Kinshasa                  | T   | Léopoldville                                                 | do 1966                                                   | Město bylo založeno Belgičany v roce 1898 a pojmenováno Léopoldville na počest belgického krále Leopolda II. Město bylo přejmenováno v roce 1966, krátce poté, co se k moci dostal diktátor Mobutu Sese Seko. |
| Konžská demokratická republika | Kisangani                 | T   | Stanleyville                                                 | do 1966                                                   | Pojmenováno po cestovateli Henrym Mortonovi Stanleyovi (1841–1904). |
| Konžská demokratická republika | Likasi                    | T   | Jadotville                                                   | do 1966                                                   | Pojmenováno po belgickém inženýrovi a podnikateli Jeanu Jadotovi (1862–1932). |
| Konžská demokratická republika | Lubumbashi                | T   | Élisabethville                                               | do 1966                                                   | Pojmenováno po belgické královně Élisabeth (1876–1965). |
| Konžská demokratická republika | Mbandaka                  | T   | Coquilhatville                                               | do 1966                                                   | Město založil roku 1883 cestovatel Henry Morton Stanley pod názvem Équateurville (rovník). Radnice města se ale nachází několik km severně od rovníku. Po obsazení Belgičany se město přejmenovalo dle belgického vojáka a viceguvernéra země (Camille-Aimé Coquilhat, 1853–1891). Od 1966 je město pojmenováno dle místního politika.                                                          |
| Konžská demokratická republika | Mbujimayi                 | T   | Bakwanga                                                     | do 1966                                                   | |
| Dominikánská republika         | Santo Domingo             | D   | Ciudad Trujillo                                              | 1936–1961                                                 | Rafael Trujillo – místní diktátor |
| Estonsko                       | Kuressaare                | D   | Kingissepa                                                   | 1952–1988                                                 | Victor Kingisepp – vůdce estonských komunistů. |
| Francie                        | Descartes                 | T   | La Haye en Touraine                                          | do 1967                                                   | René Descartes – francouzský filosof. Patří sem? Jedná se spíše o vesnici. |
| Gabon                          | Bongoville                | T   | Lewaï                                                        | do 1969                                                   | Omar Bongo – gabonský prezident. |
| Gambie                         | Banjul                    | T   | Bathurst                                                     | do 1973                                                   | Henry Bathurst, 3. hrabě Bathurst, britský ministr války a kolonií |
| Gruzie                         | Cchinvali                 | D   | Staliniri                                                    | 1934–1961                                                 | Josif Vissarionovič Džugašvili – Stalin – sovětský komunistický diktátor. |
| Gruzie                         | Bagdati                   | D   | Majakovskij                                                  | 1940–1990                                                 | Vladimir Majakovskij – ruský prozaik, básník |
| Gruzie                         | Chašuri                   | DT  | Michajlovo Stalinisi                                         | do 1917 1928–1934                                         | Josif Vissarionovič Džugašvili – Stalin – sovětský komunistický diktátor. |
| Gruzie                         | Ozurgeti                  | D   | Macharadze                                                   | 1934–1989                                                 | Filipp Jesejevič Macharadze – gruzínský komunistický činovník. |
| Gruzie                         | Marneuli                  | DT  | Borčali Sarvan                                               | do 1947 1947–1952                                         | Status města (Gorod) získalo Marneuli až v roce 1964. |
| Gruzie                         | Senaki                    | D   | Micha Cchakaja Cchakaja                                      | 1933–1976 1976–1989                                       | Michail Cchakaja – gruzínský bolševický revolucionář. |
| Chorvatsko                     | Ploče                     | D   | Kardeljevo                                                   | 1980–1990                                                 | Edvard Kardelj – jugoslávský ministr zahraničí. |
| Indie                          | Čennaí                    | T   | Madras                                                       | do 1996                                                   | Jméno Madras je ale stále používáno např. ve jméně university. |
| Indonésie                      | Bogor                     | T   | Buitenzorg                                                   | do 1942                                                   | Buitenzorg znamená nizozemsky bezstarostný (podle místní guvernérské rezidence). |
| Indonésie                      | Jakarta                   | D   | Batavia                                                      | 1619–1949                                                 | Jméno Batavia neslo město v době nizozemské nadvlády v letech 1619–1949. Od vyhlášení nezávislosti Indonésie město nese název Jakarta, což je zkrácenina historického názvu Jayakarta, užívaného v letech 1527–1619. |
| Indonésie                      | Jayapura                  | DT  | Hollandia Kota Baru Sukarnopura                              | do 1963 1963–1965 1965–1968                               | Za nizozemské nadvlády Hollandia, po přechodu pod indonéskou svrchovanost Kota Baru (Nové město), pak Sukarnopura (Sukarnovo město) podle prezidenta Sukarna, po jeho svržení název Jayapura (Město vítězství). Místní Papuánci používají neoficiální název Port Numbay. |
| Írán                           | Orumíje                   | D   | Rezáije                                                      | 1925–1979                                                 | Rezá Šáh Pahlaví – íránský šáh 1925–1941, zakladatel dynastie Pahlaví. |
| Írán                           | Bandar-e Imám Chomejní    | T   | Bandar Šáhpur                                                | do 1979                                                   | Rúholláh Chomejní – íránský ajatoláh, vůdce islámské revoluce. |
| Irsko                          | Cobh                      | T   | Queenstown                                                   | do 1922                                                   | |
| Irsko                          | Dún Laoghaire             | T   | Kingstown                                                    | do 1920                                                   | |
| Itálie                         | Arborea                   | T   | Mussolinia di Sardegna                                       | do 1945                                                   | Benito Mussolini – italský fašistický diktátor |
| Itálie                         | Latina                    | T   | Littoria                                                     | do 1946                                                   | Město bylo založeno na místě vysušených bažin v roce 1932 a pojmenováno podle liktorských prutů. Po druhé světové válce byl název kvůli spojitosti s fašistickým režimem změněn na nový, odrážející polohu města v historické oblasti Lazio. |
| Japonsko                       | Tojota                    | T   | Koromo                                                       | do 1959                                                   | Město bylo přejmenováno podle automobilky Toyota. |
| Kambodža                       | Sihanoukville             | D   | Kompong Som                                                  | 1970–1993                                                 | Norodom Sihanuk – kambodžská hlava státu v letech 1955 až 1970 a 1993 až 2004. |
| Kamerun                        | Douala                    | T   | Kamerunstadt (Kamerunské město)                              | do 1907                                                   | |
| Kanada                         | Kitchener                 | T   | Berlin                                                       | do 1916                                                   | Horatio Kitchener – britský vojenský velitel. |
| Kazachstán                     | Almaty                    | T   | Věrný (Ве́рное) Alma-Ata                                      | 1867–1921 1921–1993                                       | |
| Kazachstán                     | Astana                    | DT  | Akmola Akmolinsk Celinograd Akmola Astana Nur-Sultan         | do 1832 1832–1961 1961-1993 1993–1998 1998–2019 2019–2022 | Celina – neobdělávaná travnatá step v Rusku, později rozoraná, s nízkými výnosy. Nursultan Nazarbajev – prezident Kazachstánu v letech 1990–2019 |
| Kazachstán                     | Bajkonur                  | D   | Leninskij Leninsk                                            | 1958–1969 1969–1995                                       | Město bylo vybudováno v roce 1955. Původně stejný název neslo městečko ležící stovky kilometrů daleko. Stejný název byl zvolen z důvodu zvýšení utajení nového kosmodromu |
| Kazachstán                     | Fort-Ševčenko             | T   | Fort-Alexandrovskij                                          | do 1939                                                   | Taras Ševčenko – ukrajinský básník, který byl ve zdejší pevnosti ve vyhnanství |
| Kazachstán                     | Taraz                     | DT  | Aulie Ata Mirzojan Džambul                                   | do 1936 1936–1938 1938–1997                               | Aulie Ata (Svatý otec) – přezdívka středověkého vládce Karachána, který má ve městě mauzoleum. Levon Mirzojan – předseda Komunistické strany Kazachstánu, oběť stalinských čistek. Džambul Džabajev – kazašský lidový pěvec (akyn). Současný název je odvozen od místní výslovnosti názvu řeky Talas.                                                                                           |
| Konžská republika              | Dolisie                   | D   | Loubomo                                                      | 1975–1991                                                 | Albert Dolisie – francouzský cestovatel, voják a koloniální úředník. |
| Kyrgyzstán                     | Biškek                    | D   | Frunze                                                       | 1926–1991                                                 | Michail Vasiljevič Frunze – sovětský bolševický politik. |
| Kyrgyzstán                     | Karakol                   | D   | Prževalsk                                                    | 1889–1922 1939–1992                                       | Nikolaj Prževalskij – ruský cestovatel. |
| Litva                          | Marijampolė               | D   | Kapsukas                                                     | 1955–1989                                                 | Vincas Kapsukas – zakladatel Litevské komunistické strany. |
| Lotyšsko                       | Aizkraukle                | D   | Stučka                                                       | 1960–1990                                                 | Pēteris Stučka – lotyšsko-sovětský spisovatel, právník a politik. |
| Lotyšsko                       | Valdemārpils              | T   | Sasmaka                                                      | do 1926                                                   | Krišjānis Valdemārs – lotyšský spisovatel a národní buditel. |
| Madagaskar                     | Antsiranana               | T   | Diégo-Suarez                                                 | do 1975                                                   | Diogo Soares – portugalský mořeplavec |
| Maďarsko                       | Dunaújváros               | DT  | Dunapentele Sztálinváros                                     | do 1952 1952–1961                                         | Sztálinváros – Stalinovo město. Josif Vissarionovič Džugašvili – Stalin – sovětský komunistický diktátor |
| Malajsie                       | Kota Kinabalu             | T   | Jesselton                                                    | do 1967                                                   | Charles Jessel – místopředseda Britské společnosti pro Severní Borneo. |
| Mexiko                         | Lázaro Cárdenas           | T   | Los Llanitos                                                 | do 1970                                                   | Lázaro Cárdenas del Río (1895–1970) – mexický prezident |
| Moldavsko                      | Hîncești                  | D   | Kotovsk                                                      | 1940–1941 a 1944–1990                                     | Grigorij Ivanovič Kotovskij - generál Rudé armády. |
| Mongolsko                      | Čojbalsan                 | T   | Bajan Tumen                                                  | do 1941                                                   | Chorlogín Čojbalsan – mongolský komunista, zakladatel mongolské KS, zvaný Mongolský Stalin. |
| Mosambik                       | Maputo                    | DT  | Lourenço Marques Cam Phumo                                   | do 1975 1975–1976                                         | Lourenço Marques – portugalský mořeplavec a obchodník. Cam Phumo – místní náčelník před Marquesovým příjezdem. Maputo – název řeky, podle které je město nyní pojmenováno. |
| Mosambik                       | Pemba                     | T   | Porto Amélia                                                 | do 1975                                                   | Amélie Orleánská – portugalská královna |
| Myanmar (Barma)                | Yankoun                   | T   | Rangún                                                       | do 1989                                                   | Ve stejném roce přejmenovala vojenská junta i stát (původně Barma). V Česku se ale nový název města ale i státu nepoužívá. |
| Německo                        | Eisenhüttenstadt          | T   | Stalinstadt                                                  | do 1961                                                   | Město založeno roku 1950 na „zelené louce“ jako součást ocelářského komplexu. Dnes v překladu "Město železných hutí". |
| Německo                        | Chemnitz                  | D   | Karl-Marx-Stadt                                              | 1953–1990                                                 | Karl Heinrich Marx – německý filosof, autor Komunistického manifestu. |
| Norsko                         | Oslo                      | D   | Kristiania                                                   | 1877–1925                                                 | Město střídalo názvy. Původně Óslo či Áslo, od roku 1624 Christiania (na počest krále Kristiána IV.), po reformě pravopisu v roce 1877 Kristiania, od roku 1925 opět Oslo. |
| Pákistán                       | Attock                    | T   | Campbelldur                                                  | 1978                                                      | Sir Colin Campbell – skotský voják. |
| Pákistán                       | Faisalábád                | T   | Lyallpur                                                     | do 1977                                                   | James Broadwood Lyall – guvernér Pandžábu v letech 1887 až 1892. Fajsal bin Abd al-Azíz - saúdskoarabský král. |
| Pákistán                       | Zhob                      | T   | Fort Sandeman                                                | do 1976                                                   | Robert Sandeman – guvernér Beludžistánu. |
| Panama                         | Lídice                    | T   | Potrero                                                      | do 1943                                                   | Přejmenováno jako výraz solidarity s oběťmi vyhlazení Lidic. |
| Paraguay                       | Ciudad del Este           | T   | Puerto Presidente Stroessner                                 | do 1989                                                   | Alfredo Stroessner – diktátor v Paraguayi. |
| Polsko                         | Katovice                  | D   | Stalingród                                                   | 1953–1956                                                 | Josif Vissarionovič Džugašvili – Stalin – sovětský komunistický diktátor. |
| Polsko                         | Lodž                      | D   | Litzmannstadt                                                | 1940–1945                                                 | Karl Litzmann – německý generál za první světové války. |
| Rovníková Guinea               | Malabo                    | DT  | Clarencetown Santa Isabel                                    | do 1843 1843–1973                                         | Isabela II. Španělská – španělská královna v letech 1833 až 1868. |
| Rumunsko                       | Brašov                    | D   | Orașul Stalin                                                | 1951–1961                                                 | Josif Vissarionovič Džugašvili – Stalin – sovětský komunistický diktátor. |
| Rumunsko                       | Eforie                    | DT  | Carmen-Sylva Vasile Roaită                                   | 1928-1949 1950-1962                                       | Carmen-Sylva – pseudonym královny Alžběty Rumunské Vasile Roaită – železniční dělník, zastřelený během stávky |
| Rumunsko                       | Onești                    | D   | Gheorghe Gheorghiu-Dej                                       | 1965–1996                                                 | Gheorghe Gheorghiu-Dej – generální tajemník Komunistické strany Rumunska v letech 1944 až 1965. |
| Rumunsko                       | Oradea                    | T   | Nagyvárad                                                    | do 1920 1940-1944                                         | |
| Rusko                          | Dzeržinsk                 | T   | Rastjapino                                                   | do 1929                                                   | Felix Edmundovič Dzeržinskij - ruský revolucionář a sovětský politik polského původu. Byl zakladatel a velitel obávané ruské Čeky, faktické předchůdkyně pozdějšího GPU a pozdější NKVD a posléze KGB. Jednalo se o blízkého spolupracovníka Vladimíra Iljiče Lenina. |
| Rusko                          | Engels                    | DT  | Pokrovská sloboda Pokrovsk                                   | do 1914 1914–1931                                         | Friedrich Engels – německý politický filosof a ekonom, spoluzakladatel marxismu. |
| Rusko                          | Gagarin                   | T   | Gžatsk                                                       | do 1968                                                   | Jurij Gagarin (1934–1968) - první člověk ve vesmíru, rodák z nedaleké obce Klušino. |
| Rusko                          | Gatčina                   | D   | Trock Krasnogvardějsk Lindemannstadt                         | 1923–1929 1929–1941 1941–1944                             | Lev Davidovič Trockij – ruský revolucionář Georg Lindemann – generál Wehrmachtu. |
| Rusko                          | Iževsk                    | D   | Ustinov                                                      | 1985–1987                                                 | Dmitrij Fjodorovič Ustinov - sovětský politik, ministr obrany |
| Rusko                          | Jekatěrinburg             | D   | Sverdlovsk                                                   | 1924–1991                                                 | Jakov Michajlovič Sverdlov – ruský bolševický vůdce. |
| Rusko                          | Joškar-Ola                | DT  | Carjovokokšajsk Krasnokokšajsk                               | do 1919 1919–1927                                         | Carjovokokšajsk (Carovo město). Krasnokokšajsk (Rudé město). Dnešní jméno je dle řeky Malá Kokšaga protékající městem. |
| Rusko                          | Južno-Sachalinsk          | DT  | Vladimirovka Tojohara                                        | do 1905 1905–1946                                         | |
| Rusko                          | Kaliningrad               | T   | Královec                                                     | do 1946                                                   | Michail Ivanovič Kalinin – ruský komunistický politik. |
| Rusko                          | Kingisepp                 | T   | Jamburg                                                      | do 1922                                                   | Victor Kingisepp – vůdce estonských komunistů. |
| Rusko                          | Kirov                     | T   | Vjatka                                                       | do 1934                                                   | V průběhu staletí se střídali názvy Vjatka a Chlynov. Od roku 1780 se město až do 5.12.1934 jmenovalo Vjatka. Sergej Mironovič Kirov – sovětský vůdce který byl 1.12.1934 zavražděn. |
| Rusko                          | Krasnodar                 | T   | Jekatěrinodar                                                | do 1920                                                   | Jekatěrinodar – dar Kateřiny Veliké“ černomořským Kozákům na Kubáni. Po ustavení sovětské moci bylo město přejmenováno na Krasnodar (česky "rudý dar"). |
| Rusko                          | Kropotkin                 | T   | Romanovskij                                                  | do 1921                                                   | Petr Kropotkin (1842–1921) – ruský anarchista |
| Rusko                          | Machačkala                | T   | Petrovskoje                                                  | do 1921                                                   | Machačkala byla založena v roce 1844, roku 1857 získala statut města. Původně se město jmenovalo Petrovskoje podle cara Petru Velikém, který ho navštívil v roce 1722. Roku 1857 byla přejmenována na Petrovsk-Port. Dnešní název nese město podle Magomeda Ali Dachadajeva, zvaného Machač – dagestánského komunisty a revolucionáře.                                                          |
| Rusko                          | Mendělejevsk              | T   | Bonďužsk                                                     | do 1967                                                   | Dmitrij Ivanovič Mendělejev – chemik, pracoval v místní chemické továrně. |
| Rusko                          | Murmansk                  | DT  | Semjonovskij Romanov na Murmaně                              | do 1915 1916–1917                                         | První zlatokopové přišli do oblasti roku 1912. 1915 byl založen přístav a osada Semjonovskij (podle zátoky). Původní název města (založeného 1916) byl na počest ruské královské dynastie Romanovců. Murman – starý ruský název pro Barentsovo moře a pobřeží – poté i pro celý poloostrov Kola a pro Nory – odvozeno od slova Norman.                                                          |
| Rusko                          | Naberežnyje Čelny         | D   | Brežněv                                                      | 1982–1988                                                 | Leonid Iljič Brežněv – nejvyšší představitel Sovětského svazu, generální tajemník KSSS. |
| Rusko                          | Nižnij Novgorod           | D   | Gorkij                                                       | 1932–1991                                                 | Maxim Gorkij – sovětský spisovatel, průkopník socialistického realismu. |
| Rusko                          | Novokuzněck               | D   | Stalinsk                                                     | 1932–1961                                                 | Josif Vissarionovič Džugašvili – Stalin – sovětský komunistický diktátor. |
| Rusko                          | Novosibirsk               | T   | Novonikolajevsk                                              | do 1925                                                   | Město neslo do roku 1925 název Novonikolajevsk na počest cara Mikuláše II. |
| Rusko                          | Orenburg                  | D   | Čkalov                                                       | 1938–1957                                                 | Valerij Pavlovič Čkalov – sovětský zkušební pilot. |
| Rusko                          | Perm                      | D   | Molotov                                                      | 1940–1958                                                 | Vjačeslav Michajlovič Molotov – přední činitel KSSS |
| Rusko                          | Petrohrad                 | D   | Leningrad                                                    | 1924–1991                                                 | Vladimir Iljič Uljanov – Lenin – ruský bolševický revolucionář. Petrohrad je stále hlavním městem Leningradské oblasti, která přejmenována nebyla. |
| Rusko                          | Rybinsk                   | D   | Ščerbakov Andropov                                           | 1946–1957 1984–1989                                       | Alexandr Sergejevič Ščerbakov – zakládající člen Svazu sovětských spisovatelů. Jurij Vladimirovič Andropov – šéf KGB, generální tajemník KSSS, nejvyšší představitel Sovětského svazu. |
| Rusko                          | Samara                    | D   | Kujbyšev                                                     | 1935–1991                                                 | Valerian Vladimirovič Kujbyšev – bolševický revolucionář a politik. |
| Rusko                          | Sergijev Posad            | D   | Zagorsk                                                      | 1930–1991                                                 | Vladimir Michajlovič Zagorskij (1883–1919) – komunistický funkcionář, oběť atentátu. |
| Rusko                          | Serov                     | DT  | Naděždinsk Kabakovsk Naděždinsk                              | do 1934 1934–1937 1937–1939                               | Naděžda Michajlovna Polovcová – manželka státního sekretáře a podnikatele Alexandra Alexandroviče Polovcova. Ivan Dmitrijevič Kabakov – významný stranický činitel, v době Velkého teroru byl popraven. Anatolij Konstantinovič Serov – legendární sovětský pilot. |
| Rusko                          | Severodvinsk              | DT  | Sudostroj Molotovsk                                          | do 1938 1938–1957                                         | Vjačeslav Michajlovič Molotov - přední činitel KSSS |
| Rusko                          | Sovětsk                   | T   | Tilsit (Tylže)                                               | do 1946                                                   | |
| Rusko                          | Stavropol                 | D   | Vorošilovsk                                                  | 1935–1943                                                 | Kliment Jefremovič Vorošilov – sovětský státník, politik, známý jako Rudý Maršál |
| Rusko                          | Toljati                   | T   | Stavropol na Volze                                           | do 1964                                                   | Palmiro Togliatti – italský komunistický vůdce. |
| Rusko                          | Tver                      | D   | Kalinin                                                      | 1931–1990                                                 | Michail Ivanovič Kalinin – ruský komunistický politik. |
| Rusko                          | Ulan-Ude                  | T   | Verchněudinsk                                                | do 1934                                                   | Ulan-Ude znamená v Burjatštině Rudé město. |
| Rusko                          | Uljanovsk                 | T   | Simbirsk                                                     | do 1924                                                   | do 1780 Sibirsk. Vladimir Iljič Uljanov – Lenin – ruský bolševický revolucionář. |
| Rusko                          | Vladikavkaz               | D   | Ordžonikidze Dzaudžikau Ordžonikidze                         | 1931–1944 1944–1954 1954–1990                             | Vladikavkaz – Vládce Kavkazu. |
| Rusko                          | Volgograd                 | DT  | Caricyn Stalingrad                                           | do 1925 1925–1961                                         | Josif Vissarionovič Džugašvili – Stalin – sovětský komunistický diktátor. |
| Řecko                          | Alexandrupoli             | T   | Dedeagač                                                     | do 1920                                                   | Alexandr I. Řecký – řecký král. |
| Severní Korea                  | Kimčchäk                  | T   | Sŏngdžin                                                     | do 1951                                                   | Kim Čchäk – generál Korejské lidové armády. |
| Slovensko                      | Bratislava                | T   | Prešpurk                                                     | do 1919                                                   | Nejstarší známý název města je Braslavespurch (907). Další zachovaná pojmenování jsou Brezalauspurch, Poson (1002), Brezesburg (1042), Bosenburg (1045), Brecesburg (1048), Bresburc, Brezisburg, Preslawaspurch (1052); latinsky Posonium, řecky Istropolis, maďarsky Pozsony [Požoň], německy Pressburg; z toho vznikla pojmenování Prešpurk či Prešporok. Slangově je označována jako Blava. |
| Slovensko                      | Hurbanovo                 | T   | Stará Ďala                                                   | do 1948                                                   | Jozef Miloslav Hurban – slovenský spisoatel |
| Slovensko                      | Košice                    | D   | Kassa                                                        | 1938–1945                                                 | |
| Slovensko                      | Kolárovo                  | T   | Gúta                                                         | do 1948                                                   | |
| Slovensko                      | Partizánske               | T   | Baťovany                                                     | do 1949                                                   | Založeny roku 1938. Jan Antonín Baťa – český podnikatel, Baťovy závody byly v Československu v roce 1945 znárodněny. |
| Slovensko                      | Štúrovo                   | T   | Parkan                                                       | do 1948                                                   | Ľudovít Štúr – slovenský básník, politik, jazykovědec, učitel a novinář. |
| Slovensko                      | Tornaľa                   | D   | Šafárikovo                                                   | 1948–1990                                                 | Pavel Jozef Šafárik – spisovatel, slavista, literární historik. |
| Slovensko                      | Veľký Meder               | T   | Čalovo                                                       | 1948–1990                                                 | |
| Slovensko                      | Žiar nad Hronom           | T   | Svätý Kríž nad Hronom                                        | do 1955                                                   | |
| Spojené státy americké         | Jim Thorpe                | T   | Mauch Chunk                                                  | do 1954                                                   | Jim Thorpe – olympijský vítěz v desetiboji. |
| Srbsko                         | Jagodina                  | D   | Svetozarevo                                                  | 1946–1992                                                 | Svetozar Marković - levicový publicista. |
| Srbsko                         | Kraljevo                  | D   | Rankovićevo                                                  | 1949–1955                                                 | Aleksandar Ranković – srbský komunistický politik. |
| Srbsko                         | Zrenjanin                 | DT  | Veliki Bečkerek Petrovgrad                                   | do 1935 1935–1946                                         | Petr I. – srbský král. Žarko Zrenjanin – partyzánský bojovník. |
| Středoafrická republika        | Kaga-Bandoro              | T   | Fort Crampel                                                 | do 1974                                                   | Paul Crampel (1864–1891) – francouzský voják a cestovatel, zabitý domorodci. |
| Tádžikistán                    | Dušanbe                   | D   | Stalinabad                                                   | 1929–1961                                                 | Josif Vissarionovič Džugašvili – Stalin - sovětský komunistický diktátor. |
| Tádžikistán                    | Chudžand                  | D   | Leninabad                                                    | 1936–1991                                                 | |
| Turecko                        | Mustafakemalpaşa          | T   | Kirmasti                                                     | do 1923                                                   | Mustafa Kemal Atatürk nebo Mustafa Kemal Paša (1881–1938) – zakladatel a první prezident Turecké republiky. |
| Turkmenistán                   | Ašchabad                  | D   | Poltoratsk                                                   | 1919–1927                                                 | Pavel Gerasimovič Poltorackij – místní revolucionář. |
| Turkmenistán                   | Türkmenabat               | T   | Čardžou                                                      | do 1999                                                   | |
| Turkmenistán                   | Turkmenbaši               | T   | Krasnovodsk                                                  | do 1993                                                   | Saparmurad Nijazov neboli Türkmenbaşy (otec Turkmenů) – první prezident nezávislého Turkmenistánu |
| Ukrajina                       | Dněpropetrovsk            | DT  | Katerynoslav Novorossijsk Katerynoslav Sičeslav Katerynoslav | do 1797 1797–1802 1802–1918 1918–1919 1919–1926           | 1645–1787 Novyj Kodak (neoficiálně). Grigorij Ivanovič Petrovskij – ruský bolševický revolucionář. |
| Ukrajina                       | Dniprodzeržynsk           | T   | Kam'janske                                                   | do 1936                                                   | Felix Edmundovič Dzeržinskij – ruský revolucionář a sovětský politik polského původu. Byl zakladatel a velitel obávané ruské Čeky, faktické předchůdkyně pozdějšího GPU a pozdější NKVD a posléze KGB. Jednalo se o blízkého spolupracovníka Vladimíra Iljiče Lenina. |
| Ukrajina                       | Doněck                    | DT  | Juzovka Stalino                                              | do 1922 1922–1961                                         | John James Hughes (1814–1889) – velšský podnikatel, zakladatel místních hutí. Josif Vissarionovič Džugašvili – Stalin – sovětský komunistický diktátor. |
| Ukrajina                       | Dzeržinsk                 | T   | Šerbinovka                                                   | do 1938                                                   | Felix Edmundovič Dzeržinskij – ruský revolucionář a sovětský politik polského původu. Byl zakladatel a velitel obávané ruské Čeky, faktické předchůdkyně pozdějšího GPU a pozdější NKVD a posléze KGB. Jednalo se o blízkého spolupracovníka Vladimíra Iljiče Lenina. |
| Ukrajina                       | Chmelnyckyj               | T   | Proskuriv                                                    | do 1954                                                   | Bohdan Chmelnický – kozácký vůdce. |
| Ukrajina                       | Ivano-Frankivsk           | T   | Stanislavov                                                  | do 1962                                                   | Původní polský název dal městu jeho zakladatel, polský šlechtic Andrzej Potocki, na počest svého otce Stanisława Rewery Potockého. Dnešní název dostalo město podle ukrajinského básníka, spisovatele a aktivisty Ivana Franka. |
| Ukrajina                       | Kirovohrad                | DT  | Jelizavethrad Zinovjevsk Kirovo                              | do 1924 1924–1934 1934–1939                               | Alžběta (Jelizaveta) I. Petrovna – ruská panovnice. Grigorij Zinovjev – ruský bolševický revolucionář a komunistický politik. Sergej Mironovič Kirov – sovětský vůdce který byl roku 1934 zavražděn. |
| Ukrajina                       | Luhansk                   | D   | Vorošilovgrad                                                | 1935–1958 1970–1990                                       | Kliment Jefremovič Vorošilov – sovětský státník, politik, známý jako Rudý Maršál |
| Ukrajina                       | Makijivka                 | D   | Dmitrijivsk                                                  | 1917–1931                                                 | Dmitrij Ilovaisk – majitel regionu. |
| Ukrajina                       | Stachanov                 | T   | Kadijivka                                                    | do 1978                                                   | Alexej Stachanov – sovětský horník a národní hrdina SSSR, který měl reprezentovat SSSR jako socialistickou, průmyslově vyspělou zemi. |
| Ukrajina                       | Torez                     | T   | Čistjakovo                                                   | do 1964                                                   | Maurice Thorez – předseda Parti communiste français. |
| Ukrajina                       | Záporoží                  | T   | Alexandrovsk                                                 | do 1921                                                   | Původně pojmenován z ukrajinského za porihy tj. za peřejemi, které ztěžovaly plavbu po Dněpru před vybudováním přehrad. 1775 přejmenován na Alexandrovsk. |
| Ukrajina                       | Zmijiv                    | D   | Hotvald                                                      | 1976–1991                                                 | Klement Gottwald – první československý komunistický president. |
| Vietnam                        | Ho Či Minovo Město        | T   | Saigon                                                       | do 1975                                                   | Nguyễn Sinh Cung – Ho Či Min – vietnamský komunistický politik. |
| Západní Sahara                 | Dachla                    | T   | Villa Cisneros                                               | do 1976                                                   | Francisco Jiménez de Cisneros – španělský kardinál. |
| Zambie                         | Mbala                     | T   | Abercorn                                                     | do 1964                                                   | James Hamilton, 2nd Duke of Abercorn – předseda Britské jihoafrické společnosti. |
| Zambie                         | Kabwe                     | T   | Broken Hill                                                  | do 1966                                                   | |
| Zimbabwe                       | Harare                    | T   | Salisbury                                                    | do 1982                                                   | Město bylo založeno anglickými kolonisty v roce 1890. V roce 1980 oficiálně udělilo Spojené království své bývalé kolonii samostatnost. V souvislosti s tím došlo nejprve k přejmenování země z Rhodesie na Zimbabwe, o dva roky později se přejmenovalo i hlavní město. Lord Salisbury – Robert Cecil, britský státník a premiér.                                                              |
| Zimbabwe                       | Masvingo                  | T   | Fort Victoria                                                | do 1982                                                   | Viktorie (britská královna). |

## Exonyma
V tomto seznamu by se neměla vyskytovat exonyma a měly by se (pokud existují) používat české názvy.
Častým důvodem "přejmenování" může být různý přepis např. čínských měst. např. Peking, Pej-ťing, Pei-ching, Beijing, Pékin do různých jazyků.
Po 2. světové válce byla v některých státech (Česko, Polsko, Sovětský svaz) po odsunu německého obyvatelstva přejmenována města a obce do příslušného jazyka. Často se ale nejednalo o přejmenování, pro sídla se používal německý i místní název (někdy i s podobným slovním základem, nebo překlad) – šlo o exonyma. Příklady: Jihlava – Iglau, Klaipėda – Memel.